# Хриплий голос
Хриплий голос, також відомий як дисфонія або охриплість — стан, коли голос звучить хриплим чи напруженим. Хриплий голос супроводжується відчуттям незручності або подразливості в горлі. Охриплість часто є симптомом проблем у голосових складках гортані. Це може бути спричинено ларингітом, який, у свою чергу, може бути зумовлений інфекцією верхніх дихальних шляхів, застудою або алергією. Викрики на спортивних змаганнях, гучна розмова в галасливих ситуаціях, надто довга розмова без відпочинку, голосні співи або виступ занадто високим або занадто низьким голосом також може спричинити тимчасову хрипоту. Якщо причиною хриплості є неправильне або надмірне використання голосових зв'язок, то вирішити цю проблему може випивання великої кількості води.
Хриплий голос частіше трапляється у жінок та літніх людей. Крім того, певні професійні групи, такі як вчителі та співаки, зазнають підвищеного ризику.
Тривалу хрипоту або хрипоту, яка зберігається протягом трьох тижнів, особливо коли це не пов'язано із застудою або грипом, повинен оцінювати лікар.